# Eoscarta ferruginea
Eoscarta ferruginea är en insektsart som beskrevs av William Lucas Distant 1916. Eoscarta ferruginea ingår i släktet Eoscarta och familjen spottstritar. Inga underarter finns listade i Catalogue of Life.